# Plochionus
Plochionus är ett släkte av skalbaggar som beskrevs av Christian Rudolph Wilhelm Wiedemann 1823. Plochionus ingår i familjen jordlöpare.
Kladogram enligt Catalogue of Life och Dyntaxa:
| Plochionus | \| \| Plochionus amandus \| \| \| \| \| \| Plochionus bicolor \| \| \| \| \| \| Plochionus pallens \| \| \| \| \| \| Plochionus timidus \| \| \| \| |
|            | \| \| Plochionus amandus \| \| \| \| \| \| Plochionus bicolor \| \| \| \| \| \| Plochionus pallens \| \| \| \| \| \| Plochionus timidus \| \| \| \| |
|            | Plochionus amandus |
|            | |
|            | Plochionus bicolor |
|            | |
|            | Plochionus pallens |
|            | |
|            | Plochionus timidus |
|            | |